# Ataenius setiger
Ataenius setiger är en skalbaggsart som beskrevs av Bates 1887. Ataenius setiger ingår i släktet Ataenius och familjen Aphodiidae. Inga underarter finns listade.